# Munții Snowy
Snowy Mountains („Munții Snowy” sau „Alpii Australieni”) sunt lanțul muntos cel mai înalt din Australia, ei cuprind masivul Muntele Kosciuszko (2.228 m) din Parcul Național Kosciuszko.

## Așezare
Munții Snowy sunt situați în sud-estul Australiei în statele Victoria și New South Wales la sud vest de orașul Canberra. Munții fac parte din munții de coastă Dividing Range care se întind din Queensland de-a lungul coastei australiene de est până în statul Victoria. Înălțimile mai mari din Snowy Mountains depășesc limita până unde cresc pădurile, vârfurile mai înalte fiind acoperite de ghețari, având în apropiere lacuri glaciale. Din Munții Snowy izvoresc Snowy River, Murrumbidgee și fluviul Murray văile munților fiind locuite de 20 000 de ani de aborigeni.

## Istoric
Cercetarea munților a început prin anul 1835, munții devenind mai cunoscuți prin schița barajului „Snowy Mountains”. Proiectul prevedea că prin construirea barajului se va asigura curentul electric și apa potabilă necesară orașului Canberra. Lucrările de realizare a acestui proiect au început în anul 1949, cu un număr de 100 000 de muncitori, din care o treime au venit de peste hotare, acest aflux de străini a schimbat mult structura demografică a populației și cultura existentă în Australia.
În anul 1974 existau tunele care însumau împreună o lungime de 145 km, apeducte ce însumau  80 km, 16 baraje, 7 hidrocentrale din care 2 subterane și o stațiune de pompe. În anul 1967 societatea americană „ American Society of Engineers” evaluează realizarea din munții Snowy ca una dintre cele șapte minuni realizate de tehnica modernă.

## Turism
Circa 140 de zile pe an  vârfurile mai înalte sunt acoperite de zăpadă, lucru ce asigură practicarea sporturilor de iarnă din iunie până în octombrie.